# Johann Gottlob Werner
Johann Gottlob Werner (Hoyer, 1777 - Merseburg, 19 de juliol de 1822) musicògraf i organista alemany.
Primerament fou organista de Frohburg, el 1808 a Nohenstein i, finalment, a Merseburg, on fou, a més d'organista de la Catedral, mestre de capella.
Les seves obres principals són:
- Orgelschule, manual molt important del que se'n feren diverses edicions.
- Choralbuch zu den neuen sächsischen Gesangbüchern, (1815),
- Musikalischer A B C,
- Versuch einer Kurzen und deutlichen Darstellung der Harmonielehre, (1819).

Així com diverses col·leccions de preludis corals.